# Johann Christian August Clarus

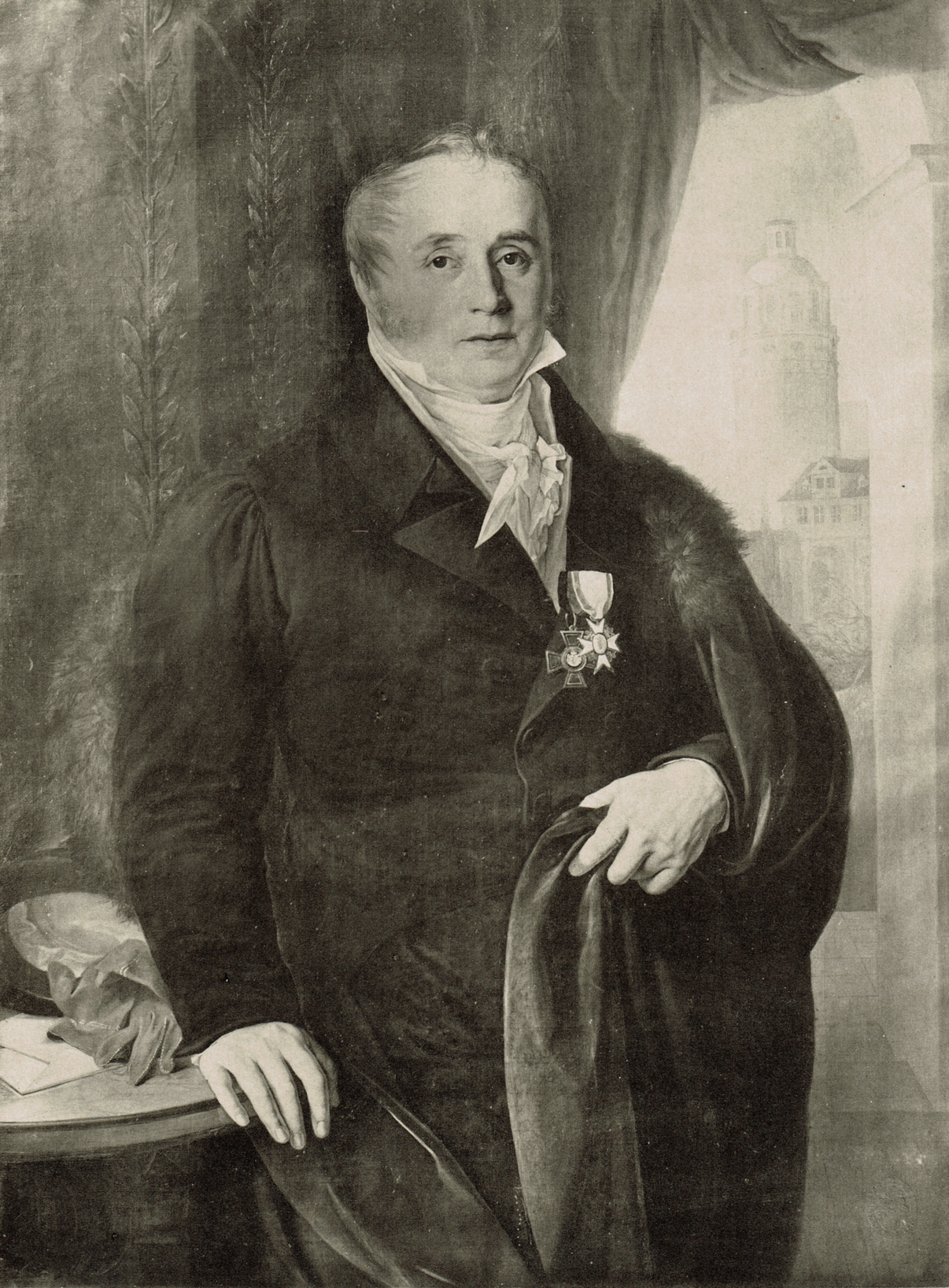
Johann Christian August Clarus (um 1830)

Johann Christian August Clarus (* 5. November 1774 in Buch am Forst; † 13. Juli 1854 in Leipzig) war ein deutscher Mediziner. Er wurde durch seine Gutachten über die Zurechnungsfähigkeit Johann Christian Woyzecks, deren Lektüre Georg Büchner zu seinem Drama Woyzeck anregte, bekannt.

## Leben
Nach Privatunterricht bei seinem Vater und dem Besuch des Coburger Gymnasiums nahm Clarus 1795 das Studium der Medizin in Leipzig auf. Nach acht Semestern promovierte er 1799 zum Doktor der Philosophie und schloss 1801 mit der Dissertation Momenta quaedam historica de methodicae scholae principibus, die von seinem Onkel, dem damaligen Leipziger Medizinprofessor Ernst Benjamin Gottlieb Hebenstreit, betreut und begutachtet wurde, die Promotion in Medizin an.
Als 30-Jähriger wurde Clarus 1804 zum außerordentlichen Professor der Anatomie und Chirurgie berufen und zugleich mit dem Amt des Prosektors betraut. 1811 übernahm er eine ordentliche Professur sowie das Leipziger Stadtphysikat – heute vergleichbar mit dem Leiter des Gesundheitsamtes – und leitete in dieser Funktion die Kriegslazarette nach der Völkerschlacht. Für die dabei geleistete Pflege an russischen Verwundeten dekorierte man ihn 1814 mit dem Ritterkreuz des Wladimir-Ordens 4. Klasse, dem 1818 der Sächsische Verdienstorden und der Titel eines königlich-sächsischen Hofrats folgten. Er war Mitglied der Leipziger Freimaurerloge Minerva zu den drei Palmen.
In den folgenden Jahren veröffentlichte er seine beiden größeren wissenschaftlichen Arbeiten (Der Krampf, in pathologischer und therapeutischer Hinsicht systematisch erläutert, Band 1, Leipzig 1822; Beiträge zur Erkenntniss und Beurtheilung zweifelhafter Seelenzustände, Leipzig 1828).
Im Mai 1830 übertrug man Clarus den Vorsitz des klinischen Instituts in Leipzig. In den Jahren 1836/37 erreichte er als Rektor der Universität Leipzig den Gipfel- und Schlusspunkt seiner Karriere. Erst 1848, mit 74 Jahren, trat er von seinen öffentlichen Ämtern zurück. Clarus starb am 13. Juli 1854 in Leipzig.
Seine Enkeltochter war die als Exlibris-Künstlerin, Buchgestalterin, und Kalligraphin bekannte Alice Greinwald-Clarus.

## Gutachten

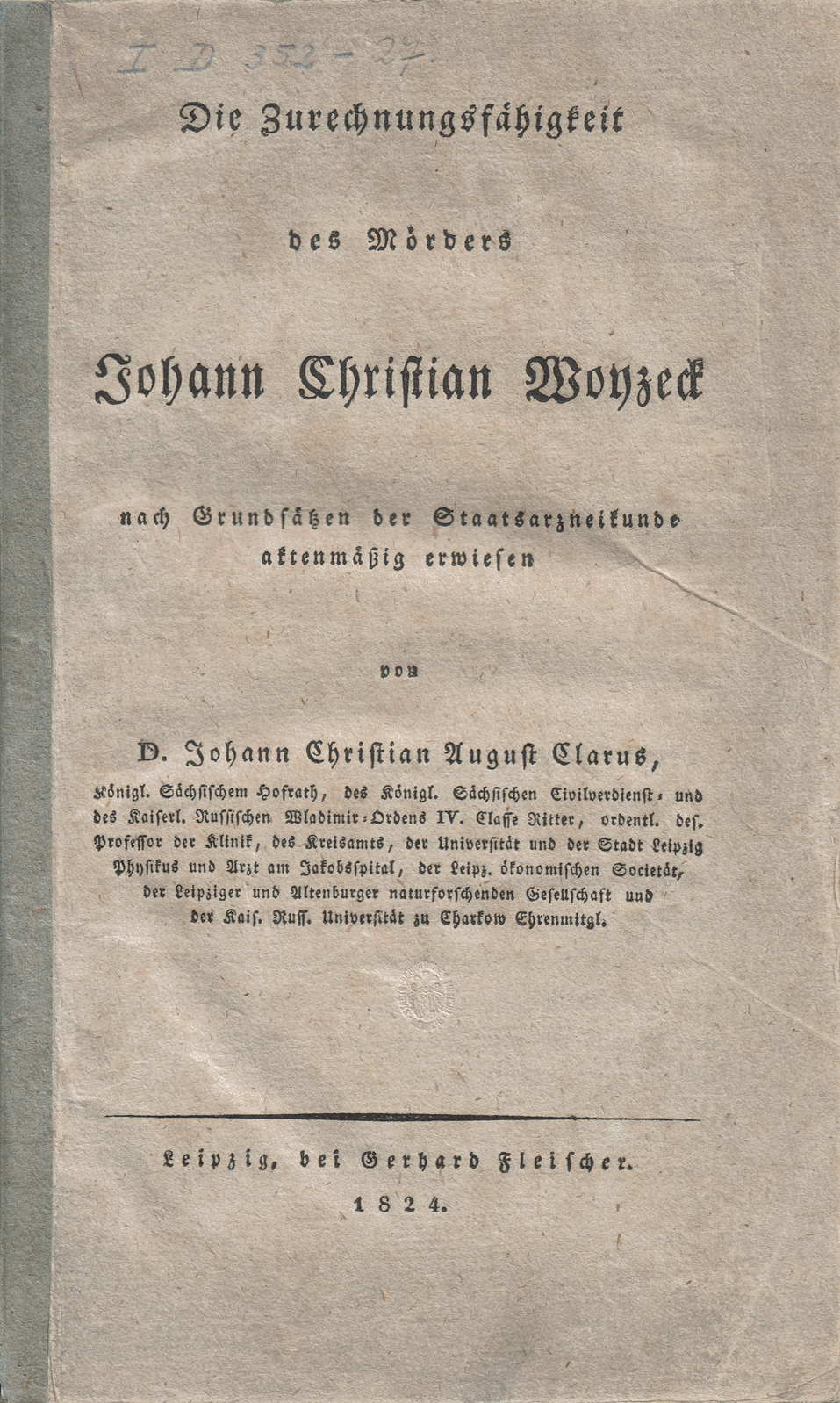
Die Zurechnungsfähigkeit des Mörders Johann Christian Woyzeck, Leipzig 1824

Bekannt wurde Clarus über die Grenzen Leipzigs hinaus durch das Gutachten über Die Zurechnungsfähigkeit des Mörders J. C. Woyzeck, nach Grundsätzen der Staatsarzneikunde actenmäßig erwiesen. So lautet der Titel des zweiten Gutachtens, das er für den Prozess gegen den Perückenmacher Johann Christian Woyzeck verfasst hat. Die Gutachten wurden mehrmals veröffentlicht. Der Autor selbst hat sie vor Woyzecks Hinrichtung in einem Sonderdruck dem Leipziger Publikum vorgelegt. Die Hinrichtung fand dann am 27. August 1824 auf dem Marktplatz in Leipzig statt.
Woyzeck hatte am 2. Juni 1821 die 46-jährige Witwe Christiane Woost erstochen. Der Prozess gegen ihn zog sich über drei Jahre hin. Das erste Gutachten hatte Clarus am 16. September 1821 erstattet. Darin wurde dem Angeklagten nach fünf Gesprächen die Zurechnungsfähigkeit attestiert. Das Gericht verurteilte Woyzeck zum Tod, alle Gnadengesuche von ihm wurden abgelehnt. Monate später, kurz vor Woyzecks Hinrichtungstermin, bestätigte ein Augenzeuge dessen Verwirrung, woraufhin ein zweites, wesentlich umfangreicheres Gutachten von Clarus erstellt wurde. Darin bestätigt der Gutachter erneut Woyzecks Zurechnungsfähigkeit.
Im Vorwort des zweiten Gutachtens äußert Clarus sich über die Gründe, die seiner Meinung nach Woyzeck zu der Tat führten. Er schreibt, der Verurteilte sei „durch ein unstätes, wüstes, gedankenloses und unthätiges Leben von einer Stufe der moralischen Verwilderung zur andern herabgesunken“ und habe dann „im finstern Aufruhr roher Leidenschaften, ein Menschenleben zerstört“. Eine abschreckende Wirkung besonders auf die „heranwachsende Jugend“ erhoffte sich Clarus „bei dem Anblicke des blutenden Verbrechers, oder bei dem Gedanken an ihn“ und er wünschte, dass „sich tief die Wahrheit einprägen [möge], daß Arbeitsscheu, Spiel, Trunkenheit, ungesetzmäßige Befriedigung der Geschlechtslust, und schlechte Gesellschaft, ungeahnet und allmählich zu Verbrechen und zum Blutgerüste führen können“.
Nachdem gegen die Aussagen des Gutachtens Kollegen von Clarus polemisiert hatten, war das Interesse an ihm weit verbreitet. Schließlich erschien es 1825 in Henkes Zeitschrift für die Staatsarzneikunde und wurde damit einem größeren Fachpublikum bekannt. Einer der Abonnenten war der Darmstädter Arzt Ernst Karl Büchner, der Vater von Georg Büchner, der dann Woyzeck schrieb.

## Rezeption
- „Die Staatsarzneikunde und die sich gerade als Wissenschaft konstituierende Psychiatrie ordnet sich im Fall Woyzeck der herrschenden Staatsräson unter“, heißt es auf der Internetseite des Sächsischen Psychiatriemuseums.
- „Was käme als Diagnose [bei Woyzeck] in Frage? Weitaus am wahrscheinlichsten [nach heutiger Nomenklatur] ‚Paranoia‘. Vor allem die Ausbildung eines Wahnsystems und der Verfolgungswahn sind Indizien von großem Gewicht. […] Entscheidend ist, ob wir ein begründetes Urteil, Gewissheit oder doch eine überwiegende Wahrscheinlichkeit erlangen in der Frage: Lag eine Psychose vor oder nicht? In dieser Frage erreichen wir, nach meiner Überzeugung, festen Grund: Am 27. August 1824 wurde auf dem Marktplatz von Leipzig ein psychisch Schwerkranker geköpft.“ (Alfons Glück: Der historische Woyzeck, in: Georg Büchner: Revolutionär – Dichter – Wissenschaftler (1813–1837). Der Katalog der Ausstellung Mathildenhöhe, Darmstadt vom 2. August bis 27. September 1987. Basel, Frankfurt am Main, Stroemfeld/Roter Stern, 1987)

## Schriften
- Die Zurechnungsfähigkeit des Mörders Johann Christian Woyzeck nach Grundsätzen der Staatsarzneikunde aktenmäßig erwiesen. Fleischer, Leipzig  1824 (urn:nbn:de:gbv:3:3-27882; Wikisource).